# 러키☆스타 모에 드릴
《러키☆스타 모에 드릴》(らき☆すた 萌えドリル)은 2005년 12월 1일에 카도카와 쇼텐에서 발매된 닌텐도 DS용 게임소프트다. 요시미즈 카가미의 4컷 만화작품 《러키☆스타》를 원작으로 한 뇌단련 게임이다.
여기서는 2007년 5월 24일에 발매된 속편 《진 · 러키☆스타 모에 드릴 ~여행∼》에 대해서도 해설한다.
참고로 여기서의 드릴(ドリル)은 구멍을 뚫는 공구의 의미가 아닌 주로 학습 목적의 문제집이나 문제를 말하며 영어로 연습의 의미에서 유래하였다.

## 러키☆스타 모에 드릴
2005년 12월 1일에 카도카와 쇼텐에서 발매. 통상판에 다수의 특전이 붙은 DX팩도 발매되었다. 패키지 디자인은 《말랑말랑 두뇌교실》(닌텐도)의 패러디이다.
- JAN코드
  - DX팩 4997766100050
  - 통상판 4997766100067

특전물은 아래와 같다.
DX팩 봉입 특전
- 요시미즈 카가미의 일러스트가 실린 「콘 콘 코나타 파우치」(닌텐도DS전용 캐링 파우치)
- 액정화면 클리너
- 주제가 포함 드라마CD

DX팩 예약 구입 특전
- 러키☆스타 씰 세트(3매 셋트)
- 러키☆스타 핀즈셋트(3개조)
- 신작 4컷만화 포함 설정 자료집
- 신작 폭대 B1포스터

이 밖에도, 대기업 매장에서의 구입 특전으로서 매장마다 디자인이 다른 전화 카드(テレカ라고도 부른다)가 있다(특전 부여 조건은 숍의 규정을 따른다). 게다가 이 전화 카드에 쓰인 일러스트는 모두 DX팩 예약 구입 특전의 《설정 자료집》에 수록되었다(전화 카드의 일러스트로 사용될 예정이었으나 사용되지 않고 끝난 것이 1개 있는데, 이것이 설정 자료집의 표지 일러스트이다).

### 등장인물
자세한 것은 러키☆스타의 등장인물을 참조. 2007년에 방송되었던 애니메이션판과는 배역의 차이가 있다. 미야카와 자매는 본작을 위해서 디자인된 게스트 캐릭터로, 본작의 발매 당시에 《러키☆채널》의 캡틴이었던 코가미 아키라는 〈오로지☆드릴〉에서 특정 조건을 채웠을 때에 시크릿 캐릭터로 출현한다.
| - 이즈미 코나타 - 히이라기 츠카사 - 히이라기 카가미 - 타카라 미유키 - 코바야카와 유타카 - 이와사키 미나미 - 패트리시아 마틴 - 쿠로이 나나코 - 나루미 유이 - 미야카와 히나타 - 미야카와 히카게 - 코가미 아키라 | 히로하시 료 나카하라 마이 코시미즈 아미 나카야마 에리나 시미즈 아이 마츠키 미유 유키노 사츠키 아사노 마스미 사이토 치와 노토 마미코 타무라 유카리 노나카 아이 |

### 게임 시스템
〈드라마☆모〜드〉 〈오로지☆드릴〉 〈갤러리〉의 3종류의 모드와 통신 대전을 선택할 수 있다.
드라마☆모〜드
- 게임 개시시는 〈코나타편〉 (파트너・유타카)로 시작. 엔딩의 도달도와 〈오로지☆드릴〉의 성적에 따라 〈츠카사편〉, 〈카가미편〉, 〈미유키편〉, 〈히카게편〉이 추가된다.
- 각 편의 주인공은 시나리오 개시시에 총원 10명의 파트너(히카게는 파트너로 사용 불가)중 1명을 선택해, 본편중에서는 그 파트너가 다른 등장인물과 드릴(주로 계산)이나 다른 미니 게임에서 대전한다.
- 파트너는 대전시에 발동하는 고유의 필살기를 몇 종류 가지고 있어, 패러미터를 올리는 것이나 특정 주인공과의 편성에 의해 취득.
- 대기업 애니메이션 · 동인 숍의 마스코트 캐릭터 (디지캐럿, 아니자와 메이토(아니메 점장), 코믹 토라노아나 등)이 게스트 출연한다.또, 스토리 진행 중 각 마스코트 캐릭터나 소프맙 점원의 제복, 《기신포후 데몬베인》 (니트로플러스)・《마계전기 디스가이아》 (니폰이치 소프트웨어)・《D.C. 다카포》 (CIRCUS)・《SHUFFLE!》 (Navel)의 코스프레의상을 입수하는 경우가 있다.

오로지☆드릴
- 계산 형식의 대전을 이겨나가는 모드.
- 입력란 위에 있는 5개의 드럼의 색 · 숫자를 가지런히 맞춰서 포커의 요령으로 조합을 만들면 조합에 따라 상대방에게 대미지를 주거나 행동불능으로 만들 수 있으며 별이 축적된다. 스테이지 클리어시에 별이 20개 이상 있으면 엑스트라 스테이지에 갈 수 있다.
- 엑스트라 스테이지에서는 계산 이외의 드릴이 출제되고 엑스트라 스테이지에 들어갈 때 별이 몇 개인 상태에서 들어갔느냐에 따라 아이템을 1개에서 최대 5개까지 획득할 수 있다. 여기서 입수한 아이템은 〈갤러리〉에서 해설을 읽을 수 있는 것 외에, 〈드라마☆모~드〉에서 장비하는 것으로써 캐릭터의 패러미터가 변화한다.

갤러리
- 〈드라마☆모〜드〉의 이벤트CG나 〈오로지☆드릴〉로 입수한 아이템,BGM의 감상이 가능.
- 〈오로지☆드릴〉로 입수한 아이템은 S~D의 5단계로 분류되며 안에는 게임 소프트(CG추가. 모두 실재의 타이틀로, 코나타가 자신의 PC로 플레이한다는 설정)나 각 캐릭터의 휴대 전화(캐릭터마다의 메시지가 재생된다)같은 것도 있다. 대부분의 아이템은 원작 만화에서 나온 것으로, 그 경우는 해설란에 '○권 ○페이지에서'라고 표시된다.

통신대전
- 닌텐도DS의 무선 통신 기능을 사용해, 2명으로 대전하는 모드. 〈드라마☆모~드〉에서 육성한 캐릭터를 사용 가능.
- 본모드에 한정해, 필살기술을 사용하는 경우에는 플레이어가 마이크를 향해 큰 소리로 필살기술의 이름을 외칠 필요가 있다.

### 드릴 · 미니 게임의 종류
드릴
- 계산 - 가장 기초적인 드릴. 1~3자릿수의 숫자로 사칙연산을 얼마나 빨리 하는지를 겨룬다.
- 순간 기억 - 잠깐 동안 표시되는 짧은 단어들을 차례대로 기억한 후, 표시된 차례대로 회답한다.
- 색판단 - 돌아다니는 문자나 아이콘의 색이나 개수를 회답한다.
- 줄대체 - 그림의 초기 배치를 기억해 변경된 배치를 바탕으로 되돌린다.
- 음독 - 화면에 표시된 문장을 음독한다. 대사는 게임 · 만화 · 애니메이션 · 특촬물 · 라이트 노벨을 출전으로 하는 것이 대부분이다.

미니게임
- 다른 그림 찾기 - 4컷 만화를 한 컷씩 보면서, 제한 시간 내에 위 화면과 아래 화면의 차이점을 맞힌다.한 화면에 차이점이 몇 개 있는지는 각 컷마다 다르다.
- 운동회 - 화면을 터치 펜으로 비비면서 달려, 1등을 목표로 한다.
- 15게임 - 이른바 15퍼즐의 요령으로 그림을 완성시킨다.
- 더☆접시닦기 - 접시에 묻은 오물을 터치 펜으로 비벼서 제거, 모든 접시를 깨끗이 한다.
- 메이드 카페 - 여러 명의 손님으로부터 받은 주문을 기억해, 나온 순서대로 회답한다.

### 주제가
라키☆라키☆베이베(らき☆らき☆べいべー)
작사：쿠마노 키요미 작곡・편곡：사쿠라이 신이치 노래：이즈미 코나타 (히로하시 료)・히이라기 츠카사 (나카하라 마이)・히이라기 카가미 (코시미즈 아미)
2005년 12월 22일에 풀 코러스판과 신곡 〈오토메☆고코로(オトメ☆ゴコロ)〉(노래：코바야카와 유타카, 이와사키 미나미, 패트리시아 마틴)을 수록한 《「러키☆스타」 vocal mini album》이 프런티어 워크스에서 발매되었다.

## 진・러키☆스타 모에 드릴 〜여행〜
카도카와 쇼텐에서 2007년 5월 24일에 발매되었다(당초는 4월 26일 발매 예정이었지만 여러 가지 사정으로 연기). 전작과 같이, 통상판에 힘입어 다수의 특전이 붙은 'DX팩'도 발매. 패키지 디자인은 《매일매일 DS 두뇌 트레이닝》(닌텐도)의 패러디이다.
타무라 히요리 · 사쿠라바 히카루가 첫등장했으며, 전작에서는 숨겨진 캐릭터였던 아키라가 메인 캐릭터로 승격했다. 전작에서는 극중의 등장인물로만 나왔던 쿠사카베 미사오 · 미네기시 아야노 또한 메인 캐릭터로 승격했다.
- JAN코드
  - DX팩 4997766100074
  - 통상판 4997766100081

특전물은 아래와 같다.
DX팩 봉입 특전
- “등신대” 히이라기 카가미 태피스트리
- “오키라쿠”외출가방
- 오리지널 드라마CD
- 코나땅“비치는”트럼프
- 미유키씨의 모바일크리너
- 라이트 노벨 전용 북커버
- 《러키☆스타》 애니멀 · 코스프레스티커

DX팩 예약 구입 특전
- 요시미즈 카가미가 그린 B2포스터
- 연애 어드벤처 〈러키☆스라 -Lucky☆Star RAvish Romance-〉 (플레이스테이션2용・음성 없음)
- 오리지널 《러키☆스타》 소설
- 미안해요 맥시CD (발매 연기에 의한 추가 특전)

예약 구입 특전의 연애 어드벤쳐 《러키☆스라 -Lucky☆Star RAvish Romance-》는 전작의 미야카와 자매( 후에 코나타도 참가)가 제작한 동인 게임의 시작판으로 '미완성품'이라는 설정이 있다(완성판은 2008년 1월 24일에 발매된 플레이스테이션2용 소프트 《러키☆스타 ~료오학원 앵등제~》로, 본작은 사실상의 체험판이 되었다). 스탭롤도, 실제작 회사인 VRIDGE와 제작 · 저작의 카도카와 서점 이외는 모두 미야카와 자매와 코나타인 세 명으로 이루어져 있다. 코나타의 '초 프로듀서'는 스즈미야 하루히의 우울의 하루히의 직함 '초감독'의 패러디이다.

### 등장인물
발매가 애니메이션 방송 개시 후지만 출연 성우는 전작 및 프런티어 워크스로부터 발매된 드라마CD와 동일하다. 본작에서 새롭게 등장하는 캐릭터의 배역은 아래와 같다.
| - 타무라 히요리 - 쿠사카베 미사오 - 미네기시 아야노 - 사쿠라바 히카루 | 신타니 료코 타카하시 미카코 고토 유코 마츠오카 유키 |

### 게임 시스템
기본적으로 전작의 게임 시스템을 답습하고 있지만, 아래의 요소가 변경되었다.
- 플레이어 이름 · 생일의 입력이 폐지되어 세이브 데이터가 1개(모두 자동 저장)가 되었다.
- 숫자의 입력 방법이 자필 이외에 계산기 방식도 선택 가능하게 되었다. 또, 포커의 요령으로 역을 만드는 드럼이 폐지되어 회답에 집중하기 쉬워졌다.
- 필살기의 발동이 '필살'버튼을 누르는 것으로 이루어지며, 시나리오 개시시에 선택한 필살기술의 명칭을 마이크로 외치면 필살기의 효과상승이 추가로 이루어지는 방식으로 변경되었다.
- 아키바의 각 시설에서 드릴별의 트레이닝이 가능.
- 닌텐도 와이파이 커넥션에 대응해, 시설 〈게임센터〉에서 통신 대전이 가능하게 되어 있다.
- 대기업 애니메이션 · 동인 매장의 마스코트 캐릭터 중 아니메 점장 · 미호가 전작에 이어 게스트 출연. 또, 아니메이트와 토라노아나는 게임중의 시설로서 등장한다. 스토리 진행 중 코스프레 의상을 입수하는 점도 전작과 같고, 본작에서는 《페이트/스테이 나이트》(타입문)등의 의상이 등장한다.

### 맵
게임상의 맵은 '코나타의 거리', '아키바'로 나뉘어 있어 각각 아래의 시설이 준비되어 있다. 최초부터 모든 시설에 들어갈 수 있는 것은 아니고 〈드라마 모~드〉의 진행도에 따라 맵상에 새로운 시설이 등장한다.
코나타의 거리
- 공원 - 〈드라마 모~드〉개시(시나리오 진행 도중에 중단한 경우는 자동으로 세이브가 되어 다음에 컨티뉴가 가능). 게임 개시시는 코나타편(파트너 · 유타카) 밖에 선택 불가능하지만, 클리어 회수나 이벤트의 발생 상황에 따라 〈유타카편〉 〈쌍둥이편〉 〈아키라편〉 〈미유키편〉이 추가되어 파트너도 최대 13명(쌍둥이편은12명, 미유키편은 없음)으로부터 선택 가능하게 된다(미유키의 드라마모~드는 파트너 선택 불가).
- 코나타의 집 - CG모드( '트레카(트레이딩카드)'의 수집에 의해 추가) · 입수한 아이템의 확인 · 사운드 테스트( '음악CD'의 구입에 의해 추가)가 가능.
- 게임센터 - DS 본체끼리의 무선 통신 또는 Wi-Fi통신에 의한 대전이 가능. '프렌드 대전'은 고유의 프렌드 코드(첫회 통신시에 할당할 수 있는 16자릿수의 숫자)를 입력해, 특정의 상대와 대전. '누군가와 대전'은 Wi-Fi통신에 접속하고 있는 상대와 랜덤으로 대전한다. 대전에 즈음해서는 게임 본편으로 입수한 아이템이나 트레카(CG)를 걸어 싸우는 것도 가능하고, 통신 대전(무선 · Wi-Fi의 구별, 승패에 관계없이)를 실시하지 않으면 출현하지 않는 아이템도 존재한다.
- 료오학원 - 「육성모~드」에서 드릴을 선택하고 풀면, 선택한 드릴의 종류와 성적에 따라 각 캐릭터의 능력이 강화된다.
- 운세의 관 - 생년월일 · 혈액형을 입력하는 것으로써 자신이 어느 모에 속성인지를 알 수 있다. 출전 《모에 운세》(엔터 브레인/ISBN 9784757724693).
- 역 - 게임 개시시에 입수한 '아키바행 정기권'으로 아키바로 이동한다.
- 공사 현장 - 〈드라마 모~드〉로 드릴(여기서는 공구인 드릴)을 입수 후에 선택가능. 미니 게임 〈코나땅퀘스트〉(후술)에 쓰인다.

아키바
- 파출소 - 아키바의 각 시설에 관한 설명의 표시와 '모에 체크'의 결과인 '당신의 모에 도'의 표시가 가능.
- 아키바 힐즈 - 트레이닝으로 획득한 포인트를 사용해, 트레카(CG) · 아이템 · 음악CD(사운드 모드의 곡)의 구입이 가능. 또 '방언', '메뉴 기억', '다른그림찾기'의 각 드릴의 트레이닝이 가능.
- 토라노아나 - '계산', '영단어', '츤데레' 판단의 각 드릴의 트레이닝 가능.
- 애니메이트 - '마방진', '음독', '모에 시네마'의 각 드릴의 트레이닝이 가능.
- 신사 - 1일 1회만 오미쿠지를 뽑아 운세를 확인하는 것으로 '새전 계산'의 트레이닝이 가능.
- 역전 광장 - 미니 게임 「아키바 로열 로드」(전작의 '운동회'에 상당)의 트레이닝이 가능.
- 역 - 코나타의 거리에 돌아온다. 또, 1일 1회만 '모에 체크'로 랜덤으로 출제되는 드릴을 풀 수 있다.

### 드릴의 종류
이탤릭체는 전작으로부터 계속해 채용되고 있는 드릴. '다른그림찾기' 등 일부의 드릴을 제외하고 3단계의 난이도가 설정되어 있다.
- 계산 - 모든 기초가 되는 드릴. 1~3자릿수의 숫자로 사칙연산을 얼마나 빨리 하는지를 겨룬다.
- 영단어 - 일본어의 원문을 읽고, 영어로 번역되어 있는 문장의 공란을 채운다(그 중에는 성지=AKIBAHARA등의 보통 사람이 보면 분명하게 잘못되어 있는 대답도 있다).
- 방언 - 일본 각지의 방언과 같은 의미의 표준어를 선택한다.
- 츤데레 판단 - 출제되는 대사나 행동으로부터 그 대사나 행동이 '츤데레'인가, 혹은 단순한 '츤', '데레'아니면 '얀데레'와 같은 아종에 속할까를 맞힌다. 경우에 따라서는 '쿨'이나 '슈르'라고 말하는 것도 있다.
- 새전 계산 - 새전상자에 넣어진 동전의 액이나 종류를 기억해, 합계액이나 매수를 회답한다.
- 메뉴 기억 - 전작의 「메이드 카페」와 같다. 여러 명의 손님으로부터 나오는 주문을 정확히 회답한다.
- 다른그림찾기 - 4컷 만화를 1컷씩 보면서 제한 시간내에 위 화면과 아래 화면의 차이점을 1컷에 대해 3개씩×4컷=합계 12개를 맞힌다.
- 마방진 - 4×4의 합계 16매스에 들어가는 숫자가 세로 · 가로 · 대각선 어느쪽의 총합도 34가 되도록 빈칸을 채운다.
- 음독 - 위 화면에 표시되는 대사를 마이크를 향해 음독한다.
- 모에 시네마 - 여러 시나리오 중 하나를 선택하여, 스토리 중 한 사람의 역할을 맡아 아래 화면에 표시되는 대사를 음독한다.

### 미니게임

#### 코나땅퀘스트 〜드릴의 복수〜
게임을 최초로 기동했을 때와 〈드라마 모~드〉에서 아이템 '드릴'을 입수 후에 맵상의 붉은 원뿔형 도로표지를 클릭하면 플레이할 수 있는 미니 게임이다. 타이틀 화면은 RPG풍으로 타이틀도 《드래곤 퀘스트》의 패러디이지만, 게임 내용은 《미스터드릴러》(반다이남코게임스)의 패러디이다.
최초로 지상의 굴착 개시 지점을 결정한 후, 터치 펜으로 원을 그리면서 굴착을 계속해 나간다. 코나타는 좌우로도 이동이 가능하고, 아래 화면에 표시되고 있는 커서나 십자 키로 방향을 바꾸고 구멍을 파 이동시킨다. 또, 지중에는 아래의 아이템이 묻혀있어 보물상자를 열거나 드릴의 내구도가 0이 된 시점에서 게임이 끝난다.
- 보물상자 - 게임중의 아이템이 랜덤으로 1종류 입수된다. 게임을 최초로 기동했을 때는 일렬로 보물상자가 가득 메워진 상태로, 어느 상자를 열어도 반드시 아키바행 정기권을 얻게 된다.
- 드릴(REPAIR) - 드릴의 내구도가 회복한다.
- 별 - 일정시간동안 드릴의 내구도가 감소하지 않게 된다.

#### 라키라키 무녀제단!
아키하바라의 어디엔가 존재한다는 소문이 있는 '무녀 제단'에서 터치 펜을 사용해 참배자의 리퀘스트에 응하면서 무녀씨를 터치하는 미니 게임이다. 2007년 7월에 발매된 《두근두근 마녀신판!》(SNK플레이모어)의 패러디로, 패러디의 원조인 게임보다 먼저 등장한 지극히 이례적인 사태가 되었다.

### 주제가
라키라키☆EVERYBODY
작사：쿠마노 키요미 작곡・편곡：사쿠라이 신이치 노래：이즈미 코나타 (히로하시 료)・히이라기 츠카사 (나카하라 마이)・히이라기 카가미 (코시미즈 아미)
러키☆스키 Yeah!
노래：미야카와 히나타 (노토 마미코)・미야카와 히카게 (타무라 유카리)
DX팩 예약 구입 특전 〈미안해요 맥시CD〉에 수록. 덧붙여 이 〈미안해요 맥시CD〉의 3트랙은 구입한 점포에 따라 수록 내용이 다르다(겉으로의 판별은 불가능하지만, CD 뒷면의 구멍의 주위에 쓰여져 있는 제품번호에서 판별이 가능하다). 전부 3종류가 있다.
- 【KAD-002-B1】라키라키☆EVERYBODY 이즈미 코나타 Ver. (히로하시 료)
- 【KAD-002-B2】라키라키☆EVERYBODY 히이라기 카가미 Ver. (코시미즈 아미)
- 【KAD-002-B3】러키☆스키 Yeah! 미야카와 히나타 Ver. (노토 마미코)

## 러키☆스타 모바일
《러키☆스타 모바일》(らき☆すた もばいる)은 요시미즈 카가미의 4컷 만화 작품 《러키☆스타》를 원작으로 한, 휴대전화전용 게임 서비스 사이트다.
브리지가 제작, 마츠시타 그룹의 파나소닉 네트워크서비시즈가 운영하고 있다. 2007년 4월 2일개설.
i 모드전용으로 개설된 휴대 단말을 위한 사이트로, 이 사이트에서는 《러키☆스타》의 캐릭터를 이용한 뇌단련게임을 서비스하고 있다(덧붙여서 제작원의 브리지는 닌텐도DS용 뇌단련게임 소프트 《러키☆스타 모에 드릴》시리즈 및 플레이스테이션2용 연애 어드벤쳐게임 소프트 《러키☆스타 ~료오학원 앵등제~》(카도카와 쇼텐)를 개발했다).
게임의 내용으로는 뇌단련게임에서 일반적인 계산문제를 시작해 역사, 생물, 사자성어, 금액 맞히기 등 다양한 문제를 출제, 대전 격투 게임의 요소를 넣은 대전 형식을 채택, 《러키☆스타》의 캐릭터와 대전하면서 게임을 진행시켜 나간다.